# Лаїгуелья
Лаїгуелья, Лаїґуелья (італ. Laigueglia, ліг. L’Aigheuja) — муніципалітет в Італії, у регіоні Лігурія, провінція Савона.
Лаїгуелья розташована на відстані близько 420 км на північний захід від Рима, 80 км на південний захід від Генуї, 45 км на південний захід від Савони.
Населення — 1802 особи (2014).

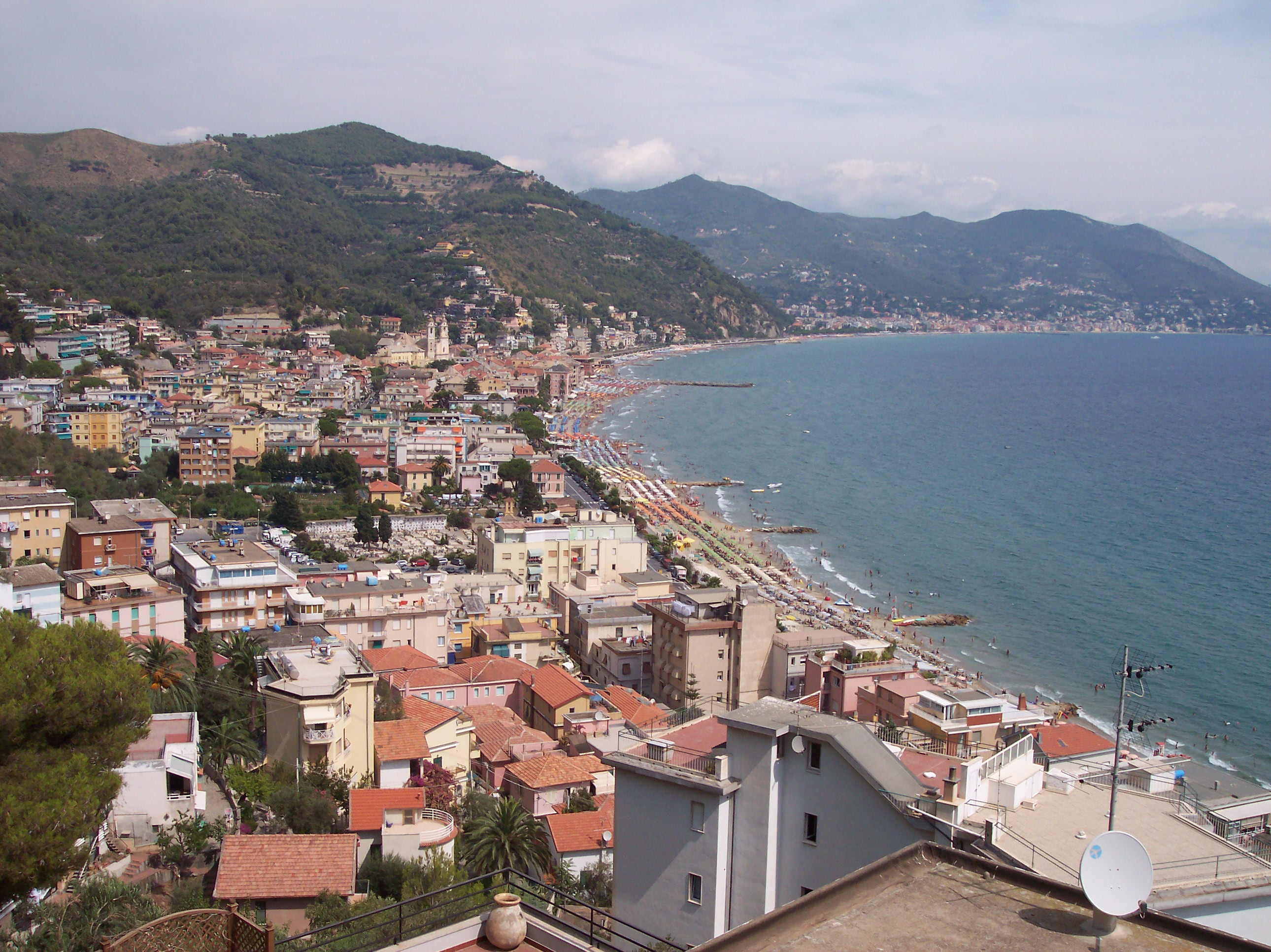

Щорічний фестиваль відбувається 21 вересня. Покровитель — San Matteo.

## Демографія
Населення за роками:

Станом на 1 січня 2023 року в муніципалітеті офіційно проживало 206 іноземців з 35 країн, серед них 46 громадян країн Євросоюзу та 39 громадян України.

## Сусідні муніципалітети
- Алассіо
- Андора